# فين سورمان
فين سورمان (بالإنجليزية: Finn Surman)‏ هو لاعب كرة قدم نيوزيلندي، ولد في 23 سبتمبر 2003 في نيوزيلندا.

## وصلات خارجية
- فين سورمان على موقع الدوري الأمريكي (الإنجليزية)
- فين سورمان على موقع قاعدة بيانات كرة القدم.إي يو (الإنجليزية)
- فين سورمان على موقع ناشيونال فوتبول تيمز (الإنجليزية)
- فين سورمان على موقع Soccerway.com (الإنجليزية)
- فين سورمان على موقع عالم كرة القدم.نت (الإنجليزية)